# 布勒约法
布勒约法（法語：Breuilaufa，法語發音：[bʁœjofa]）是法国新阿基坦大区上维埃纳省的一个市镇，属于贝拉克区。

## 地理
布勒约法（46°2'33"N, 1°6'17"E）面积4.6 平方千米，位于法国新阿基坦大区上维埃纳省，该省份为法国中西部省份，北起顺时针与安德尔省、克勒兹省、科雷兹省、多爾多涅省、夏朗德省和维埃纳省接壤。
与布勒约法接壤的市镇（或旧市镇、城区）包括：贝尔讷伊、尚博雷、沃尔里。
布勒约法的时区为UTC+01:00、UTC+02:00（夏令时）。

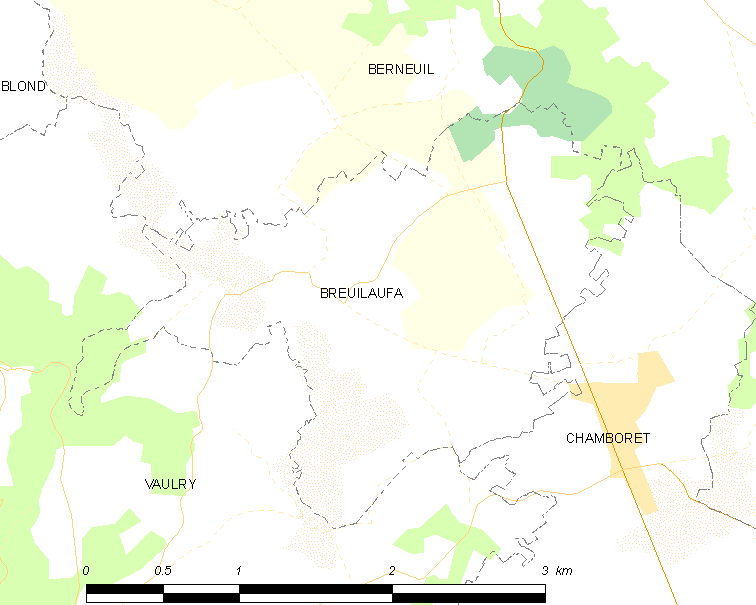
布勒约法的OSM定位图

## 行政
布勒约法的邮政编码为87300，INSEE市镇编码为87022。

## 政治
布勒约法所属的省级选区为贝拉克县。

## 人口

1962-2008年间布勒约法人口变化图示

布勒约法于2022年1月1日时的人口数量为114人。